# Matthew Libatique
Matthew J. Libatique (Queens, 19 juli 1968) is een Amerikaans cameraman en -regisseur. Hij is vooral bekend van zijn samenwerkingen met regisseurs Darren Aronofsky en Spike Lee.

## Biografie
Matthew Libatique werd in 1968 geboren in Queens (New York) als de zoon van Filipijnse vader en een Amerikaanse moeder. Hij spreekt en verstaat ook Tagalog. Door zijn vader, Justiniano Libatique, een amateur-fotograaf, raakte hij geïnteresseerd in fotografie.
Hij studeerde aan de California State University in Fullerton en behaalde vervolgens een master aan het conservatorium van de American Film Institute (AFI).
Hij is getrouwd met cameravrouw Magela Crosignani. In 2018 kwam Libatique in opspraak toen hij in Polen gearresteerd werd omdat hij in een dronken bui hulpverleners had aangevallen.

## Carrière
Zijn carrière begon met het filmen van videoclips. Zo maakte hij clips voor bekende hiphopartiesten als Redman, Jay-Z en Xzibit. Samen met gewezen studiegenoot Darren Aronofsky maakte hij in 1993 ook de korte film Protozoa. Nadien werkten de twee ook samen aan de films Pi (1998), Requiem for a Dream (2000), The Fountain (2006), Black Swan (2010), Noah (2014) en Mother! (2017). Zijn camerawerk voor Black Swan leverde hem in 2011 zijn eerste Oscarnominatie op.
In 2004 filmde hij met She Hate Me voor het eerst een film van regisseur Spike Lee. In de daaropvolgende jaren werkten de twee ook samen aan films als Inside Man (2006) en Chi-Raq (2015).
Libatique filmde met Straight Outta Compton (2015) een biopic over rapgroep N.W.A. Enkele jaren later filmde hij ook de remake A Star Is Born (2018). Voor die laatste film ontving hij een tweede Oscarnominatie. Naast muzikale films werkt hij ook regelmatig mee aan stripboekverfilmingen. Zo filmde hij de blockbusters Iron Man (2008), Iron Man 2 (2010), Cowboys & Aliens (2011) en Venom (2018).

## Filmografie
| - Til Death Do Us Part (1995) - Redneck (1995) - Grinders (1996) - Pi (1998) - The Party Crashers (1998) - Saturn (1999) - Requiem for a Dream (2000) - Tigerland (2000) - Josie and the Pussycats (2001) - Cosmic Coffee (2001) - Abandon (2002) - Phone Booth (2002) - Gothika (2003) - Never Die Alone (2004) - She Hate Me (2004) - Everything Is Illuminated (2005) - Inside Man (2006) - The Fountain (2006) - The Number 23 (2007) - Iron Man (2008) - Miracle at St. Anna (2008) - Passing Strange (2009) |  | - My Own Love Song (2010) - Iron Man 2 (2010) - Black Swan (2010) - Cowboys & Aliens (2011) - Ruby Sparks (2012) - Noah (2014) - Straight Outta Compton (2015) - Chi-Raq (2015) - Pelé: Birth of a Legend (2016) - Money Monster (2016) - The Circle (2017) - Mother! (2017) - A Star Is Born (2018) - Venom (2018) - Native Son (2019) - Birds of Prey (2020) - The Prom (2020) - The Whale (2022) |